# Đinh Vũ Hề
Đinh Vũ Hề (tiếng Trung: 丁禹兮; bính âm: Dīng yǔ xī, tên thật là Đinh Chu Kiệt), là một nam diễn viên Trung Quốc tốt nghiệp Học viện Hý kịch Thượng Hải chuyên ngành đạo diễn . Tên tuổi của anh được mọi người biết đến nhiều nhất khi anh thủ vai chính trong các tác phẩm như: "Trần Thiên Thiên, ngày ấy bây giờ" (2020) vai Hàn Thước, "Đẹp trai là số 1" (2020) vai Chu Thời Uẩn, Khúc biến tấu ánh trăng (2021) vai Trú Xuyên và vai diễn Mộ Thanh, Tử Kỳ trong Vĩnh Dạ Tinh Hà (永夜星河) (2024).

## Sự nghiệp

### Khởi nghiệp
Đinh Vũ Hề sinh ra và lớn lên tại thành phố Thượng Hải, Trung Quốc.
Năm 2012 - khi Đinh Vũ Hề học cao trung năm hai, anh tham gia vào một buổi chụp hình quảng cáo thương mại và anh bắt đầu bắt đầu phát hiện ra niềm yêu thích của mình dành cho diễn xuất kể từ đó. Điều này cũng kích thích sự hứng thú trong con người anh và cho anh suy nghĩ phát triển theo con đường diễn xuất chuyên nghiệp. Đinh Vũ Hề cũng tích cực tham gia các hoạt động biểu diễn thực tiễn và quay nhiều tác phẩm quảng cáo khi còn đi học.
Năm 18 tuổi - 2013, với niềm đam mê diễn xuất và tài năng, anh được nhận vào lớp biểu diễn của khoa Điện ảnh và Nghệ thuật thuộc Trường Cao đẳng Nghệ thuật Điện ảnh Thượng Hải (Shanghai Film Art Academy)
Năm 2016, anh nhập học trường Cao đẳng Sư phạm trực thuộc học viện Hý kịch Thượng Hải chuyên ngành đạo diễn.
Năm 2017 (khi chưa tốt nghiệp), anh ký hợp đồng với công ty quản lý truyền thông Quang Tuyến.
- 17 tháng 3, tham gia bộ phim "Trò chơi của Tu La" vai Tra Kiến
- 24 tháng 5, Đinh Vũ Hề tham gia diễn xuất với bộ phim điện ảnh "Học tỷ ma cà rồng" trong vai Lưu Xuyên.
- 8 tháng 11, tham gia bộ phim: "Ác ma cuối cùng" vai Sơ Nguyên.

### Năm 2018
- Năm 2018, Đinh Vũ Hề đánh dấu sự xuất hiện trong làng giải trí Hoa Ngữ trong bộ phim "Tân Tiếu ngạo giang hồ" trong vai Đông Phương Bất Bại,[2] nhan sắc ma mị của anh trong phim từng nhận được nhiều lời khen ngợi từ khán giả.
- Vào ngày 14 tháng 9, tham gia chương trình sáng tạo âm nhạc "Huyễn Nhạc Chi Thành" được phát sóng trên Hồ Nam TV, trong chương trình anh vào vai Cổ Cự Cơ khi còn là sinh viên.
- Ngày 22 tháng 12, anh tham gia chương trình đào tạo nam diễn viên trẻ "Phẩm cách diễn viên" được phát sóng trên iQIYI và giành được vị trí quán quân do khán giả bình chọn trong vòng chung kết vào ngày 2 tháng 3/2019 [3]

### Năm 2019
- Anh tham gia diễn xuất với bộ phim thanh xuân vườn trường "Tám phút ấm áp", Đinh Vũ Hề hóa thành hot boy học đường chính hiệu trong tạo hình nhân vật nam chính Hạ Tân Lương, với nhiều chiêu cưa đổ crush bá đạo.
- Cùng năm, anh tiếp tục góp mặt trong bộ phim "Bí mật của tương lai" vai luật sư đẹp trai Thái Thiên Mục. Bộ phim nhận được nhiều phản hồi tích cực từ khán giả, từ đây Đinh Vũ Hề được nhiều nhà sản xuất để mắt đến hơn.

### Năm 2020
- Đóng vai phụ Tô Thức trong bộ phim "Thanh bình lạc".
- Bộ phim "Đẹp trai là số 1" có thể xem là bộ phim đánh dấu một bước ngoặt lớn trong sự nghiệp diễn xuất của nam diễn viên sinh năm 1995, sự kết hợp của Đinh Vũ Hề và Trương Dư Hi khiến nhiều khán giả xem phim đặc biệt yêu thích.
- Năm 2020 là một năm nổi bật đối với Đinh Vũ Hề khi bộ phim "Trần Thiên Thiên, ngày ấy bây giờ" lên sóng. Sự kết hợp ăn ý của Đinh Vũ Hề - vai Hàn Thước và Triệu Lộ Tư vai Trần Thiên Thiên đang là chủ đề được theo dõi nhiều trên các diễn đàn phim ảnh, không chỉ có sự phối hợp tuyệt vời trong phim, hai diễn viên còn khiến người hâm mộ thích thú khi hé lộ nhiều phân đoạn hậu trường vui nhộn, thân thiết.
- Tham gia bộ phim điện ảnh "Tôi thật rất ghét yêu xa" vai Tái Hách.
- Tham gia chương trình "Tín hiệu rung động trái tim mùa 3" với vai trò là khách mời thường trú.[4][5]

### Năm 2021
Tháng 5 năm 2021, tham gia diễn chính phim "Khúc biến tấu ánh trăng" với Ngu Thư Hân.

### Năm 2023
Năm 2023, phim “Bảy Kiếp May Mắn” Đinh Vũ Hề (vai Sơ Không) đóng chính cùng Dương Siêu Việt (vai Tường Vân) lên sóng trên Iqiyi.

### Năm 2024
Tháng 9 phim “Trường Lạc Khúc” lên sóng, Đinh Vũ Hề vai Thẩm Độ, nữ chính Đặng Ân Hy.
Tháng 11, bộ phim “Vĩnh Dạ Tinh Hà” chính thức lên sóng, đánh dấu màn tái hợp lần 2 của Đinh Vũ Hề và Ngu Thư Hân. Đinh Vũ Hề gây ấn tượng mạnh với vai diễn Mộ Thanh (Mộ Tử Kỳ). Bộ phim đã tạo nên một cơn sốt lớn nhờ vào sự kết hợp ăn ý giữa dàn diễn viên. Cốt truyện lôi cuốn, tạo hình nhân vật ấn tượng kết hợp cùng bối cảnh, kỹ xảo đẹp mắt đã khiến bộ phim thu hút được sự quan tâm mạnh mẽ từ khán giả. Sự kết hợp lần hai giữa Đinh Vũ Hề và Ngu Thư Hân đã tạo thành một cặp đôi màn ảnh mới được yêu thích, giúp “Vĩnh Dạ Tinh Hà” đạt được nhiều thành công nổi bật, tạo nên tiếng vang lớn trong ngành giải trí nửa cuối năm 2024.

## Phim

### Phim truyền hình
| Năm  | Tựa đề                                    | Tựa đề tiếng Trung | Vai                            | Bạn diễn                         | Ghi chú           |
| ---- | ----------------------------------------- | ------------------ | ------------------------------ | -------------------------------- | ----------------- |
| 2018 | Tân tiếu ngạo giang hồ                    | 新笑傲江湖         | Đông Phương bất bại            | Đinh Quán Sâm, Tiết Hạo Tinh     | Vai thứ chính     |
| 2019 | Tám phút ấm áp                            | 八分钟的温暖       | Hạ Tân Lương                   | Khương Trác Quân                 | Vai chính         |
| 2019 | Bí mật của tương lai                      | 未来的秘密         | Thái Thiên Mục                 | Lý Doanh Doanh                   | Vai chính         |
| 2020 | Khúc nhạc thanh bình/ Thanh bình nhạc     | 清平乐             | Tô Thức                        | Vương Khải, Giang Sơ Ảnh         | Vai phụ           |
| 2020 | Đẹp trai là số một/ Uẩn sắc quá nồng      | 韫色过浓           | Chu Thời Uẩn                   | Trương Dư Hi                     | Vai chính         |
| 2020 | Trần Thiên Thiên, ngày ấy bây giờ         | 传闻中的陈芊芊     | Hàn Thước                      | Triệu Lộ Tư                      | Vai chính         |
| 2021 | Khúc biến tấu ánh trăng                   | 月光变奏曲         | Trú Xuyên                      | Ngu Thư Hân                      | Vai chính         |
| 2023 | Người trong mộng Xuân Khuê                | 春闺梦里人         | Ninh Ngọc Hiên                 | Bành Tiểu Nhiễm                  | Vai chính         |
| 2023 | Bảy kiếp may mắn                          | 七时吉祥           | Sơ Không                       | Dương Siêu Việt                  | Vai chính         |
| 2024 | Đại Lý Tự Thiếu Khanh Du                  | 大理寺少卿游       | Lý Bính                        | Đinh Gia Văn, Châu Kỳ            | Vai chính         |
| 2024 | Trường Lạc Khúc                           | 长乐曲             | Thẩm Độ                        | Đặng Ân Hy.                      | Vai chính         |
| 2024 | Vĩnh Dạ Tinh Hà                           | 永夜星河           | Mộ Tử Kỳ / Mộ Thanh / Phù Châu | Ngu Thư Hân                      | Vai chính         |
| 2024 | Khu Rừng Đen Trắng                        | 黑白森林           | Văn Bân Bân                    | Ninh Lý, Hàn Tuyết, Tô Hiểu Đồng | Vai chính         |
|      | Hồ yêu tiểu hồng nương: Trúc nghiệp thiên | 狐妖小红娘竹业     | Trương Chính                   |                                  | Khách mời (Cameo) |
|      | Sơn Hà Chẩm                               | 山河枕             | Vệ Uẩn                         | Tống Thiến                       | Vai chính         |

### Phim điện ảnh
| Năm  | Tựa đề                                               | Tựa đề tiếng Trung | Vai       | Ghi chú                             |
| ---- | ---------------------------------------------------- | ------------------ | --------- | ----------------------------------- |
| 2017 | Học tỷ ma cà rồng                                    | 我的吸血鬼學姐     | Lưu Xuyên | Vai chính                           |
| 2017 | Trò chơi của Tu La                                   | 修罗的游戏         | Tra Kiến  | Vai chính                           |
| 2017 | Ác ma cuối cùng                                      | 最后一个恶魔       | Sơ Nguyên | Vai chính                           |
| 2022 | Mười năm nhất phẩm ôn như ngôn / Mười năm thương nhớ | 十年一品温如言     | Ngôn Hi   | Vai chính, đóng cùng Nhậm Mẫn       |
| TBA  | Thiên tài trò chơi                                   | 天才游戏           | Trần Luân | Vai chính, đóng cùng Bành Dục Sướng |

## Chương trình tạp kỹ
| Thời gian               | Kênh phát sóng          | Tên                                        | Tựa đề tiếng Trung                                        | Vai trò |
| ----------------------- | ----------------------- | ------------------------------------------ | --------------------------------------------------------- | --- |
| 14/09/2018              | Tencent Video, Mango TV | Huyễn nhạc chi thành                       | 幻乐之城                                                  | Diễn viên (tập 8)                                                                                          |
| 22/12/2018－02/03/2019  | IQIYI                   | Phẩm cách diễn viên                        | 演员的品格                                                | Thí sinh                                                                                                   |
| 19/06/2020              | Hồ Nam TV               | Magic điên cuồng                           | 疯狂的麦咭                                                | Khách mời                                                                                                  |
| 20/06/2020              | Tencent Video           | Sáng tạo doanh 2020                        | 创造营2020                                                | Trợ diễn cho thí sinh                                                                                      |
| 27/06/2020              | Chiết Giang TV          | Thanh xuân hoàn du ký                      | 青春环游记第二季                                          | Khách mời                                                                                                  |
| 04/07/2020              | Hồ Nam TV               | Happy Camp                                 | 快乐大本营                                                | Khách mời                                                                                                  |
| 02/08/2020 - 10/11/2020 | Tencent Video           | Tín hiệu rung động trái tim mùa 3          | 心动的信号第三季                                          | Khách mời thường trú                                                                                       |
| 24/10/2020              | Hồ Nam TV               | Happy Camp                                 | 快乐大本营                                                | Khách mời                                                                                                  |
| 05/12/2020              | CCTV                    | Chuyện cũ của Trung Quốc mùa 2             | 故事里的中国第二季                                        | Tập "Tuổi trẻ trong cuộc chiến chống dịch" vai Ngụy Trừng                                                  |
| 26/06/2021              | Hồ Nam TV               | Happy Camp                                 | 快乐大本营                                                | Khách mời                                                                                                  |
| 10/07/2021              | IQIYI                   | Kịch bản cá mập kỳ dị                      | 奇异剧本鲨                                                | Khách mời                                                                                                  |
| 07/08/2021              | Đông Phương TV          | Check in nào! Đoàn sành ăn (SS1, SS2, SS3) | 打卡吧！吃货团                                            | Khách mời thường trú                                                                                       |
| 18/06/2022              | Hồ Nam TV               | Xin chào thứ 7                             | 你好，星期六                                              | Khách mời                                                                                                  |
| 29/7/2023               | Hồ Nam TV               | Xin chào thứ 7                             | 你好，星期六                                              | Khách mời tuyên truyền phim "Bảy Kiếp May Mắn"                                                             |
| 22/8/2023               | IQIYI                   | Một triệu lời ước định                     | 100万个约定之七时吉祥 (As You Wish: Love You Seven Times) | Khách mời cùng dàn diễn viên phim 七时吉祥 (Love You Seven Times) (Bảy kiếp may mắn)                       |
| tháng 3/2023            | Chiết Giang TV          | Người theo đuổi ngôi sao mùa 3             | 追星星的人3                                               | Khách mời thường trú                                                                                       |
| tháng 8/2023            | YOUKU                   | Cuối tuần của những người bạn tốt          | 是好朋友的周末 (Friends Together)                         | Khách mời thường trú                                                                                       |
| 28/09/2024              | Hồ Nam TV               | Xin chào thứ 7                             | 你好，星期六                                              | Khách mời tuyên truyền phim "Trường Lạc Khúc"                                                              |
| 16/11/2024              | Hồ Nam TV               | Xin chào thứ 7                             | 你好，星期六                                              | Khách mời tuyên truyền phim "Vĩnh Dạ Tinh Hà"                                                              |
| 10/12/2024              | Tencent Video           | Tinh Hà Lấp Lánh                           | 闪耀的星河                                                | Khách mời thường trú cùng dàn diễn viên phim Vĩnh Dạ Tinh Hà - (Love Game in Eastern Fantasy) - (永夜星河) |

## Âm nhạc
| Thời gian phát hành | Tên bài hát                          | Tựa đề tiếng Trung     | Ghi chú |
| ------------------- | ------------------------------------ | ---------------------- | --- |
| 26/09/2018          | Tia hy vọng                          | 希望的光               | Nhạc phim "Tám phút ấm áp"                                                                                                |
| 06/06/2020          | Đã sớm động lòng                     | 早就心动了             | Hợp tác cùng Trương Dư Hi trong MV chủ đề của bộ phim "Đẹp trai là số 1"                                                  |
| 20/06/2020          | Mê muội Lost in ME                   | 着迷 Lost in ME        | Ca khúc trợ diễn trong chương trình Sáng tạo doanh 2020                                                                   |
| 01/10/2020          | Thích anh, Ánh trăng nói hộ lòng tôi | 喜欢你, 月亮代表我的心 | Hợp tác cùng Úc Khả Duy tại Đêm hội trung thu Hồ Nam                                                                      |
| 31/12/2020          | Một ngày thu đẹp trời                | 天下好一个秋           | Solo |
| 31/12/2020          | Đang yêu                             | LOVING                 | Hợp tác cùng Trương Tân Thành, Trần Phi Vũ, Vương Đại Lục                                                                 |
| 08/06/2021          | Bài thơ vô tâm                       | 无心之诗               | Nhạc phim "Khúc biến tấu ánh trăng"                                                                                       |
| 21/06/2021          | Thiếu niên nho nhỏ Thiếu niên        | 小小少年 少年          | Biễu diễn cùng ban nhạc JOYSIDE                                                                                           |
| 10/09/2022          | Đêm trăng tròn hoa nở                | 花好月圆夜             | Hợp tác cùng Trần Đô Linh tại Đêm nhạc mạng "Minh Nguyệt Tri Ngã"                                                         |
| 26/06/2023          | Bãi Biển Kẹo Ngọt                    | 软糖沙滩               | Hát chính |
| 03/08/2023          | Chinese Girl                         |                        | Hợp tác cùng Dương Siêu Việt                                                                                              |
| tháng 2/2024        | Chúc bạn thịnh vượng                 | 恭喜你发大财           | Hát chính |
| tháng 2/2024        | Người Lao Động Thần Đô               | 神都打工人             | Nhạc phim "Đại Lý Tự Thiếu Khanh Du", hợp tác cùng Châu Kỳ, Đinh Gia Văn, Trương Dịch Thông, Phùng Mãn, Oa Nhĩ            |
| tháng 8/2024        | Nguyện chỉ mình người                | 只愿你一人             | Nhạc phim "Trường Lạc Khúc" 长乐曲, hợp tác cùng Đặng Ân Hy                                                               |
| 31/10/2024          | Ký minh nguyệt                       | 寄明月                 | Đồng ca cùng Ngu Thư Hân, Chúc Tự Đan, Dương Sĩ Trạch, Lý Dịch Trăn, Phí Khải Minh, Lư Vũ Hào Nhạc phim "Vĩnh dạ tinh hà" |
| tháng 11/204        | Em đối với anh                       | 你之于我               | Hát chính Nhạc phim "Vĩnh dạ tinh hà"                                                                                     |
| tháng 11/2024       | Chăm chú                             | 凝眸                   | Hát chính Nhạc phim "Vĩnh dạ tinh hà", hát gốc Trương Viễn                                                                |
| 15/12/2024          | Lời nói tan biến                     | 消散对白               | Hát chính |
| 27/12/2024          | Anh ấy không hiểu                    | 他不懂                 | Hát chính |

## Giải thưởng
| Năm  | Lễ trao giải                               | Giải thưởng                              | Kết quả   | Tham khảo |
| ---- | ------------------------------------------ | ---------------------------------------- | --------- | --------- |
| 2020 | Man At His Best (MAHB) Esquire Awards 2020 | Người mới của năm                        | Đoạt giải | [ 7 ]     |
| 2020 | Quốc kịch thịnh điển 2020                  | Diễn viên trẻ lực lượng mới của năm      | Đoạt giải | [ 8 ]     |
| 2020 | Tencent Tinh Quang Đại Thưởng 2020         | Diễn viên truyền hình tiềm năng của niên | Đoạt giải | [ 9 ]     |
| 2021 | Giải thưởng Sách trắng Đằng Tấn            | Người mới xuất sắc nhất của năm          | Đoạt giải | [ 10 ]    |
| 2021 | Đêm hội điện ảnh Weibo 2021                | Diễn viên tiềm năng nhất trong năm       | Đoạt giải | [ 11 ]    |